# Tatjana Veinberga
Tatjana Eduardovna Veinberga (ur. 4 września 1943 w Rydze, zm. 3 kwietnia 2008) – łotewska siatkarka reprezentująca Związek Radziecki, mistrzyni olimpijska.

## Życiorys
W 1961 ukończyła 49. liceum ogólnokształcące w Rydze. Następnie studiowała na Wydziale Języków Obcych Uniwersytetu Łotwy. Swoją karierę sportową zaczynała od wioślarstwa. Przez krótki okres trenowała z Dainą Šveicą, późniejszą mistrzynią Europy.
W latach 1961–1969 grała w ryskich klubach siatkarskich „Daugava”/LVU, „Elektrons” i „Straume”. Od 1967 do 1969 występowała w reprezentacji Związku Radzieckiego prowadzonej wówczas przez Giwi Achwledianiego. W 1968 znalazła się w kadrze olimpijskiej na igrzyska w Meksyku, która zdobyła złoty medal. Veinberga jest pierwszą i do dziś jedyną Łotyszką, która zdobyła mistrzostwo olimpijskie w piłce siatkowej. W tym samym roku została wyróżniona jako Zasłużony Mistrz Sportu ZSRR w piłce siatkowej.
Po zakończeniu kariery sportowej pracowała jako sprzedawczyni w sklepie, a następnie przez 16 lat w Instytucie Elektroniki. Była zamężna, miała dwóch synów. Zmarła 3 kwietnia 2008 roku.